# Aire urbaine de Mulhouse
L'aire urbaine de Mulhouse est une aire urbaine française centrée sur les 22 communes de l'unité urbaine de Mulhouse (Mulhouse et sa banlieue).

## Caractéristiques dans la délimitation de 2010

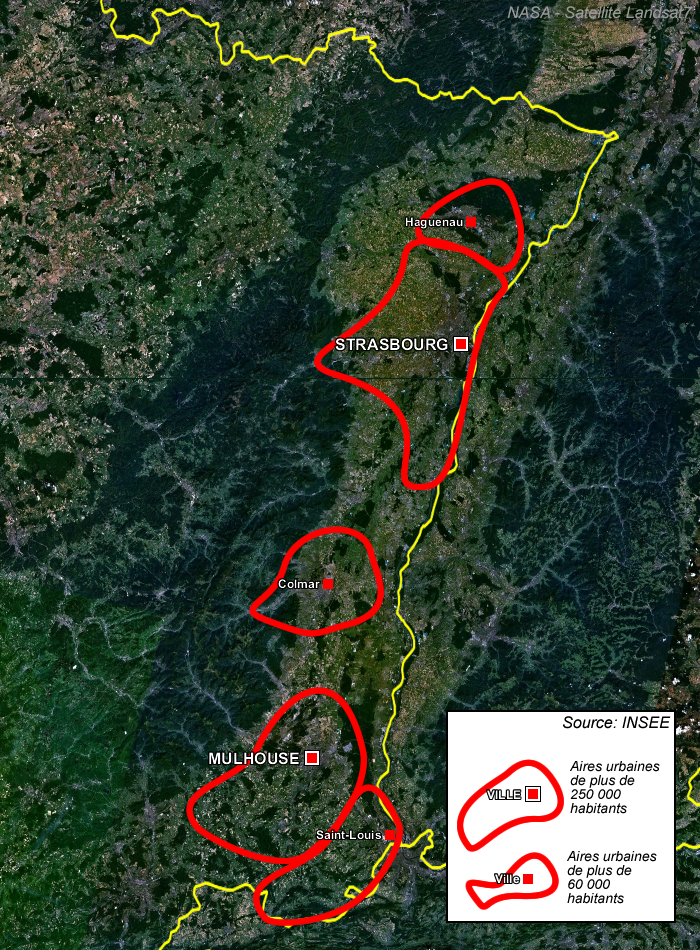
Image satellite de l'Alsace avec les principales aires urbaines.

Composée de 60 communes après le nouveau zonage de 2010, et elle comptait 285 948 habitants en 2017, soit près de 40 % de la population totale du Haut-Rhin.

## Évolution démographique
L'évolution démographique ci-dessous concerne l'unité urbaine selon le périmètre défini en 2010.
| 1968    | 1975    | 1982    | 1990    | 1999    | 2006    | 2012    | 2016    | 2017    |
| ------- | ------- | ------- | ------- | ------- | ------- | ------- | ------- | ------- |
| 227 262 | 250 799 | 255 570 | 261 835 | 271 761 | 278 933 | 284 385 | 285 121 | 285 948 |

## Caractéristiques dans la délimitation de 1999

Illustration des termes de ville-centre, banlieue, couronne périurbaine, unité urbaine et aire urbaine d'après l'Insee.

D'après la définition qu'en donne l'INSEE, l'aire urbaine de Mulhouse était composée de 65 communes en 1999, situées dans le Haut-Rhin. Ses 281 520 habitants faisait d'elle la 34e aire urbaine de France.
19 communes de l'aire urbaine faisaient partie d'un pôle urbain, dans le cas présent il y a un unique pôle urbain qui est confondu avec l'unité urbaine de Mulhouse et qui est composé de Mulhouse intra-muros ainsi que de sa banlieue.
Le tableau suivant détaille la répartition de l'aire urbaine sur le département (les pourcentages s'entendent en proportion du département) :
| Département | Communes | Communes (%) | Superficie (km²) | Superficie (%) | Population (2008) | Population (%) |
| ----------- | -------- | ------------ | ---------------- | -------------- | ----------------- | -------------- |
| Haut-Rhin   | 65       | 17,2         | 505,6            | 14,3           | 280 576           | 37,6           |

L'aire urbaine de Mulhouse est rattachée à l'espace urbain Est. En 2020, l'INSEE a fait évoluer son zonage territorial: l' aire d’attraction d’une ville remplace le découpage en aire urbaine.